# Máquina (tecnología)

Engranaje, mecanismo utilizado para transmitir potencia de un componente a otro dentro de una ...máquina.

Una máquina es una herramienta que contiene una o más partes que utiliza la energía para llevar a cabo una determinada acción. Las máquinas están normalmente alimentadas por medios mecánicos, químicos, térmicos o eléctricos, y con frecuencia están motorizadas. Históricamente, una herramienta eléctrica también requiere partes móviles para ser clasificada como una máquina. Sin embargo, el advenimiento de la electrónica ha llevado al desarrollo de herramientas eléctricas sin partes consideradas como elementos en movimiento.
Una máquina simple es un dispositivo que transforma la dirección o la magnitud de una fuerza, aunque también existe un gran número de máquinas más complejas, como por ejemplo vehículos, sistemas electrónicos, máquinas moleculares, computadoras, televisores, equipos de radio, pautas. Etc

## Etimología
La palabra máquina deriva de la palabra latina machina, que proviene del griego (dórico μαχανά makhana, jónico μαχανά makhana "artefacto, máquina, motor", una derivación de (μῆχος mekhos, "medio, expediente, remedio").
En el siglo XVII, la palabra también podía significar un plan para realizar alguna acción, un significado ahora expresado por la palabra maquinación. El significado moderno se desarrolló a partir de la aplicación especializada del término durante la etapa de la tramoya mecánica utilizada en el teatro isabelino y para las máquinas de asedio militar, tanto a finales del siglo XVI como a principios del siglo XVII.
El OED sitúa el origen del significado moderno del término a partir del Léxico Technicum (John Harris, 1704), e incluye la definición siguiente:
Máquina o motor en mecánica, es todo cuanto permite cambiar o detener el movimiento de un cuerpo… Comúnmente se consideran máquinas simples a las siguientes: palanca, rueda, polea, cuña, plano inclinado, tornillo, torno, y engranaje. Por su parte, los motores o máquinas compuestas son innumerables…
La palabra inglesa engine, que se usa como un sinónimo cercano desde la época de Harris, deriva en última instancia (a través del francés antiguo) de la palabra latina "ingenium" ("ingenio, invención"), de la que también deriva la palabra española "ingeniero".

## Historia

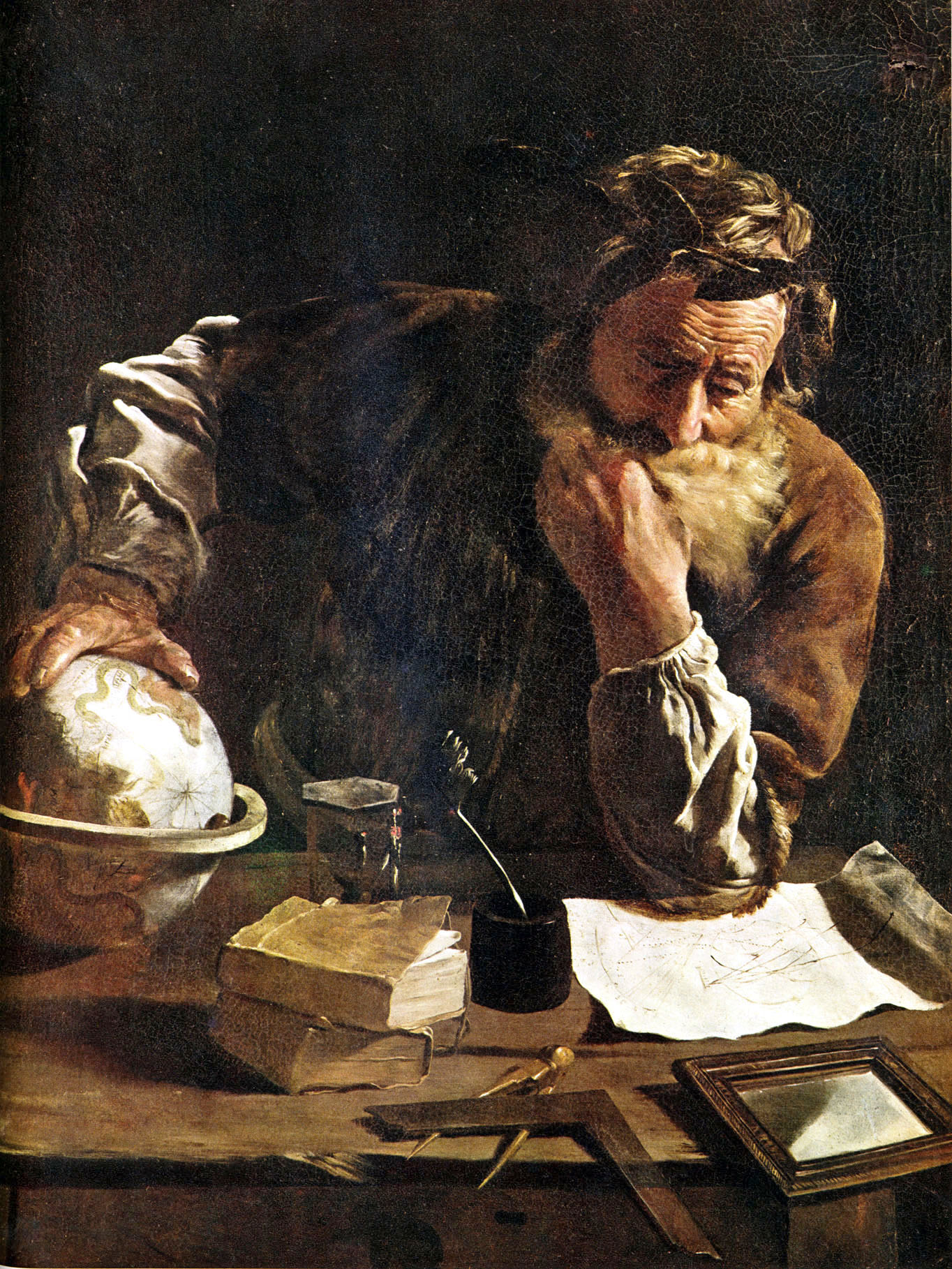
Arquímedes pensativo

Tal vez el primer ejemplo de un dispositivo hecho por el hombre diseñado para aprovechar su fuerza es el hacha de mano, fabricada mediante el astillado de piezas de pedernal para formar una cuña. Una cuña es una máquina simple que permite obtener una fuerza de separación transversal a partir del desplazamiento axial de la herramienta.
La idea de una máquina simple se originó con el ingeniero y matemático griego Arquímedes alrededor del siglo tercero antes de Cristo, que estudió las máquinas simples: la palanca, la polea, y el tornillo. Descubrió el principio de la ventaja mecánica de la palanca. Filósofos griegos posteriores definieron las cinco máquinas simples clásicas (excluyendo el plano inclinado) y fueron capaces de calcular más o menos su ventaja mecánica. Herón de Alejandría en su Mecánica de trabajo enumera cinco mecanismos que pueden "establecer una carga en movimiento"; palanca, chigre, polea, cuña, y tornillo, y describe su fabricación y usos. Sin embargo la comprensión de los griegos se limitaba a la estática (el equilibrio de fuerzas) y no incluyó la dinámica (el equilibrio entre la fuerza y la distancia) o el concepto de trabajo.
Las otras cuatro máquinas simples se inventaron en el antiguo Oriente Próximo. La rueda, junto con el mecanismo de  rueda y eje, se inventó en Mesopotamia (actual Irak) durante el 5º milenio a. C. El mecanismo de palanca apareció por primera vez hace unos 5000 años en el Próximo Oriente, donde se utilizaba en una sencilla balanza, y para mover grandes objetos en la tecnología del Antiguo Egipto. La palanca también se utilizó en el dispositivo de elevación de agua cigoñal, la primera máquina grúa, que apareció en Mesopotamia hacia el año 3000 a. C., y luego en la  tecnología egipcia antigua hacia el año 2000 a. C. Las primeras evidencias de poleas se remontan a Mesopotamia a principios del segundo milenio a. C., y el antiguo Egipto durante la Dinastía XII de Egipto. (1991-1802 a. C.). La tuerca de tornillo de potencia, la última de las máquinas simples que se inventó, apareció por primera vez en Mesopotamia durante el período  neoasirio (911-609) a. C. Las pirámides egipcias se construyeron utilizando tres de las seis máquinas simples, el plano inclinado, la cuña y la palanca, para crear estructuras como la Gran Pirámide de Giza.
Durante el Renacimiento la dinámica de las potencias mecánicas, como se llamaba a las máquinas simples, comenzó a ser estudiada desde el punto de vista de la cantidad de trabajo útil que podían realizar, lo que lleva finalmente al nuevo concepto de trabajo mecánico. En 1586 el ingeniero flamenco Simon Stevin dedujo la ventaja mecánica del plano inclinado, y se incluyó con las otras máquinas simples. La teoría dinámica completa de máquinas simples fue elaborada por el científico italiano Galileo Galilei en 1600 en Le Meccaniche ("Sobre la Mecánica"). Fue el primero en comprender que las máquinas simples no crean energía, y que solo se limitan a transformarla.
Las reglas clásicas de la fricción de deslizamiento en las máquinas fueron descubiertas por Leonardo da Vinci (1452-1519), pero permanecieron inéditas en sus cuadernos. Serían redescubiertas por Guillaume Amontons (1699) y posteriormente desarrolladas por Charles-Augustin de Coulomb (1785).

## Máquinas simples

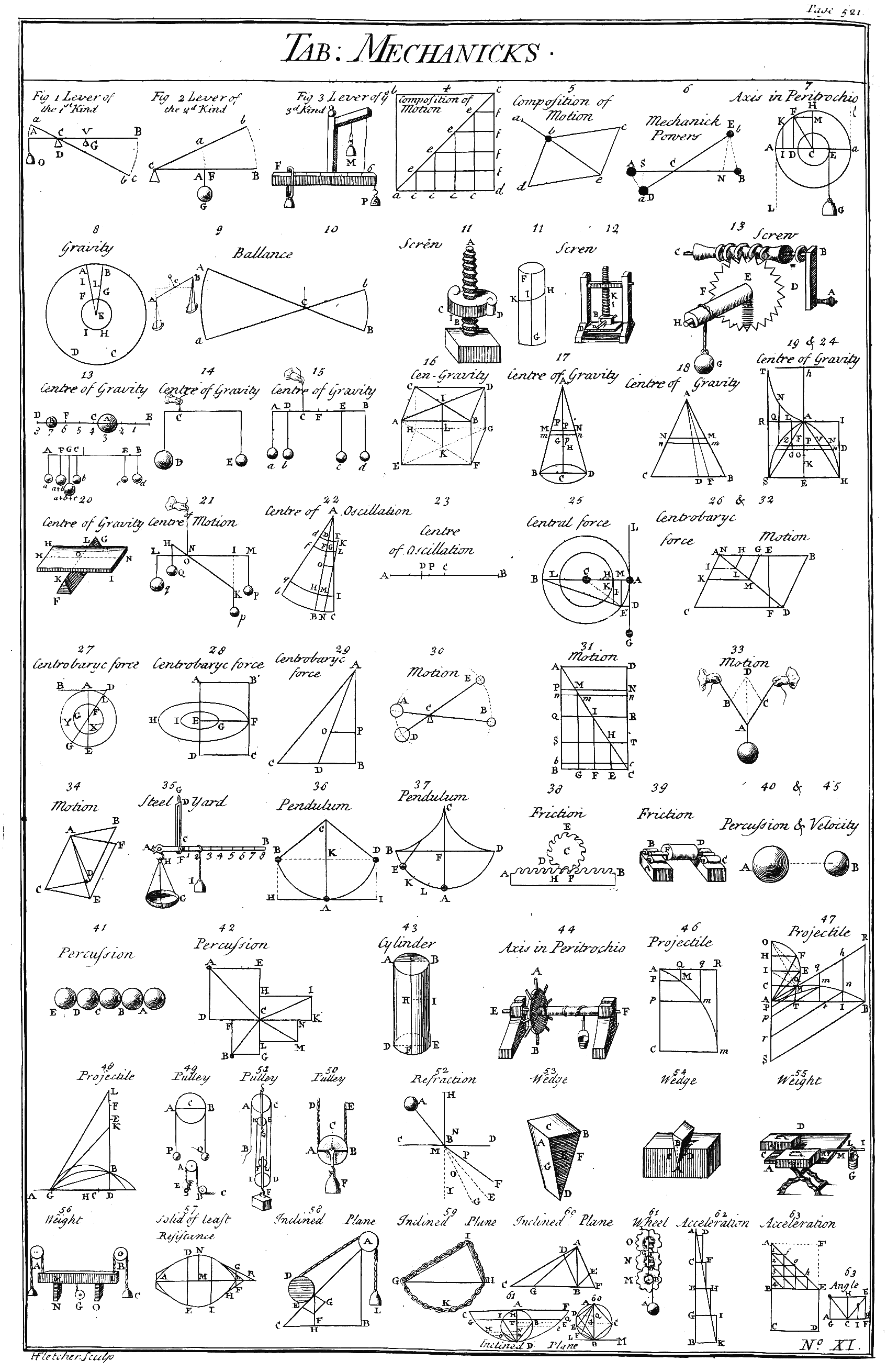
Table of simple mechanisms, from Chambers' Cyclopædia, 1728. Simple machines provide a "vocabulary" for understanding more complex machines.

La idea de que una máquina puede descomponerse en elementos móviles simples llevó a Arquímedes a definir la palanca, la polea y el tornillo como máquinas simples. En la época del Renacimiento esta lista aumentó hasta incluir la  rueda y el eje, la cuña y el plano inclinado. El enfoque moderno para caracterizar las máquinas se centra en los componentes que permiten el movimiento, conocidos como articulaciones.
Cuña (hacha de mano): Tal vez el primer ejemplo de un dispositivo diseñado para gestionar la potencia es el hacha de mano, también llamada bifaz y olorgesailie. Un hacha de mano se fabrica astillando piedra, generalmente sílex, para formar un filo bifacial, o cuña. Una cuña es una máquina sencilla que transforma la fuerza y el movimiento lateral de la herramienta en una fuerza y un movimiento de división transversal de la pieza. La potencia disponible está limitada por el esfuerzo de la persona que utiliza la herramienta, pero como la potencia es el producto de la fuerza y el movimiento, la cuña amplifica la fuerza reduciendo el movimiento. Esta amplificación, o ventaja mecánica es la relación entre la velocidad de entrada y la de salida.  Para una cuña viene dada por 1/tanα, donde α es el ángulo de la punta. Las caras de una cuña se modelan como líneas rectas para formar una junta deslizante o  prismática.
Palanca: La palanca es otro dispositivo importante y sencillo para gestionar la potencia. Se trata de un cuerpo que pivota sobre un punto de apoyo. Como la velocidad de un punto alejado del pivote es mayor que la de un punto cercano al pivote, las fuerzas aplicadas lejos del pivote se amplifican cerca del mismo por la disminución de velocidad asociada. Si a es la distancia del pivote al punto donde se aplica la fuerza de entrada y b es la distancia al punto donde se aplica la fuerza de salida, entonces a/b es la ventaja mecánica de la palanca. El fulcro de una palanca se modela como una articulación articulada o revoluta.
Rueda: La rueda es una importante máquina primitiva, como el carro. Una rueda utiliza la ley de la palanca para reducir la fuerza necesaria para vencer el rozamiento al tirar de una carga. Para ver esto fíjate en que el rozamiento asociado a tirar de una carga en el suelo es aproximadamente el mismo que el de un simple cojinete que soporta la carga en el eje de una rueda. Sin embargo, la rueda forma una palanca que magnifica la fuerza de tracción para que supere la resistencia de fricción en el cojinete.

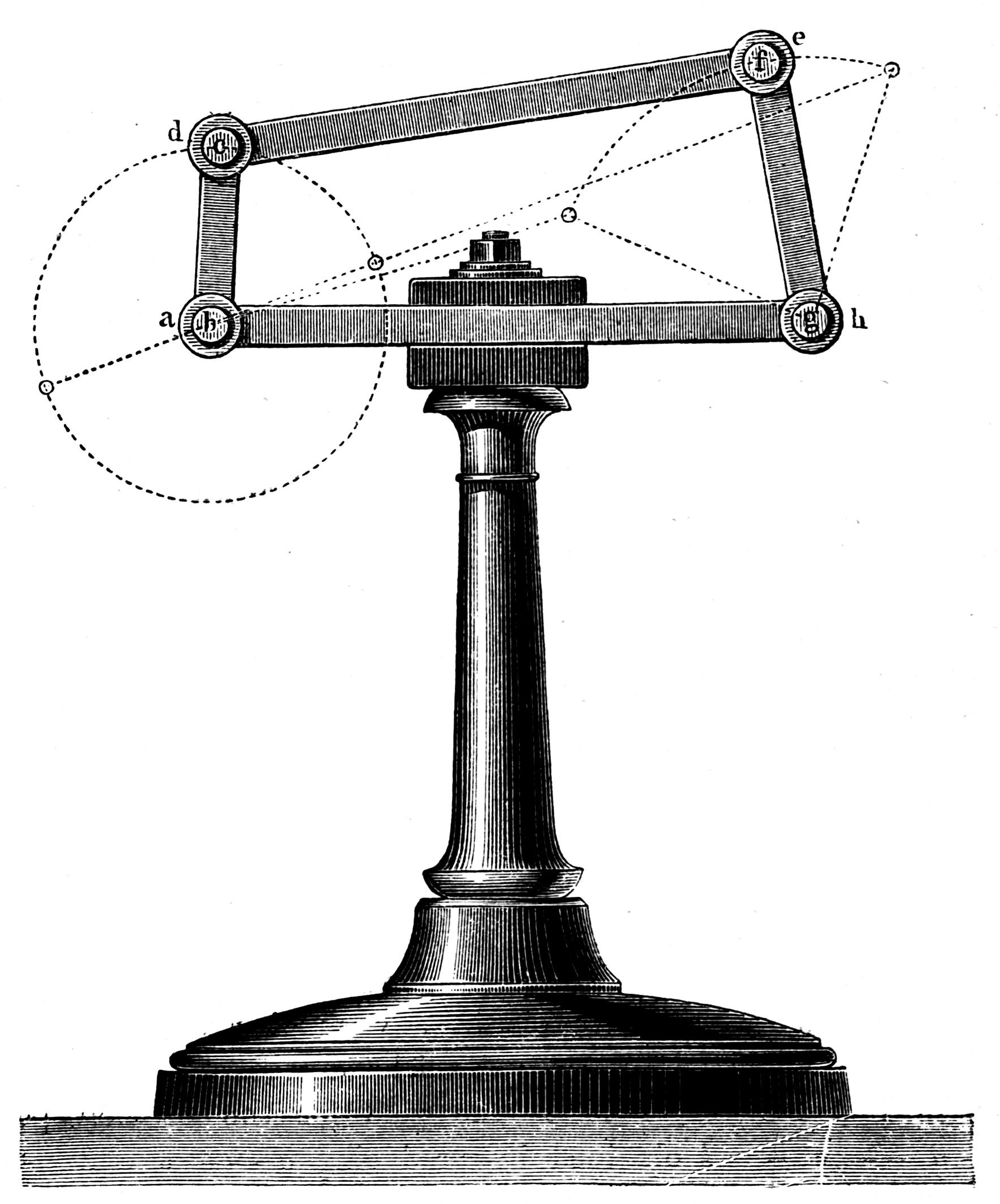
Ilustración de un acoplamiento de cuatro barras de The Kinematics of Machinery, 1876

La clasificación de las máquinas simples para proporcionar una estrategia para el diseño de nuevas máquinas fue desarrollada por Franz Reuleaux, que recopiló y estudió más de 800 máquinas elementales. Reconoció que las máquinas simpless clásicas pueden separarse en la palanca, la polea y la rueda y el eje que están formados por un cuerpo que gira alrededor de una bisagra, y el plano inclinado, la cuña y el tornillo que son igualmente un bloque que se desliza sobre una superficie plana.
Las máquinas simples son ejemplos elementales de cadena cinemática o acoplamiento mecánico que se utilizan para modelar sistemas mecánicos que van desde la máquina de vapor hasta los manipuladores de robots. Los cojinetes que forman el punto de apoyo de una palanca y que permiten que la rueda y el eje y las poleas giren son ejemplos de un par cinemático llamado articulación articulada. Del mismo modo, la superficie plana de un plano inclinado y la cuña son ejemplos del par cinemático llamado articulación deslizante. El tornillo suele identificarse como un par cinemático propio llamado articulación helicoidal.
Esta realización muestra que son las articulaciones, o las conexiones que proporcionan el movimiento, los elementos principales de una máquina. Partiendo de cuatro tipos de articulaciones, la articulación giratoria, la articulación deslizante, la articulación de leva y la articulación de engranaje, y las conexiones relacionadas, como los cables y las correas, es posible entender una máquina como un conjunto de piezas sólidas que conectan estas articulaciones llamado mecanismo .
Dos palancas, o manivelas, se combinan en un mecanismo de cuatro barras planar adjuntando un eslabón que conecta la salida de una manivela con la entrada de otra. Se pueden unir enlaces adicionales para formar un mecanismo de seis barras o en serie para formar un robot.

## Mecanismos
El mecanismo de un sistema mecánico está formado por componentes llamados elementos de la máquina. Estos elementos estructuran el sistema y controlan su movimiento.
Los componentes estructurales son, por lo general, los miembros del bastidor, los cojinetes, las estrías, los muelles, las juntas, los cierres y las cubiertas. La forma, la textura y el color de las cubiertas (su diseño) proporcionan un medio de interacción entre el sistema mecánico y sus usuarios.
Los conjuntos que controlan el movimiento también se denominan mecanismos. Los mecanismos se clasifican generalmente como engranajes y trenes de engranajes para aumentar o reducir la velocidad, que incluyen la  transmisión por correa y la  transmisión por cadena, las levas y sus mecanismos de seguimiento y enlace, aunque hay otros mecanismos especiales como enlaces de sujeción, mecanismos de paso a paso, escapes y dispositivos de fricción como frenos y embragues.
El número de grados de libertad de un mecanismo, o su movilidad, depende del número de eslabones y articulaciones y de los tipos de articulaciones utilizados para construirlo. La movilidad general de un mecanismo es la diferencia entre la libertad sin restricciones de sus eslabones y el número de restricciones impuestas por las articulaciones. Se describe mediante el criterio de Chebychev-Grübler-Kutzbach.

### Engranajes y trenes de engranajes

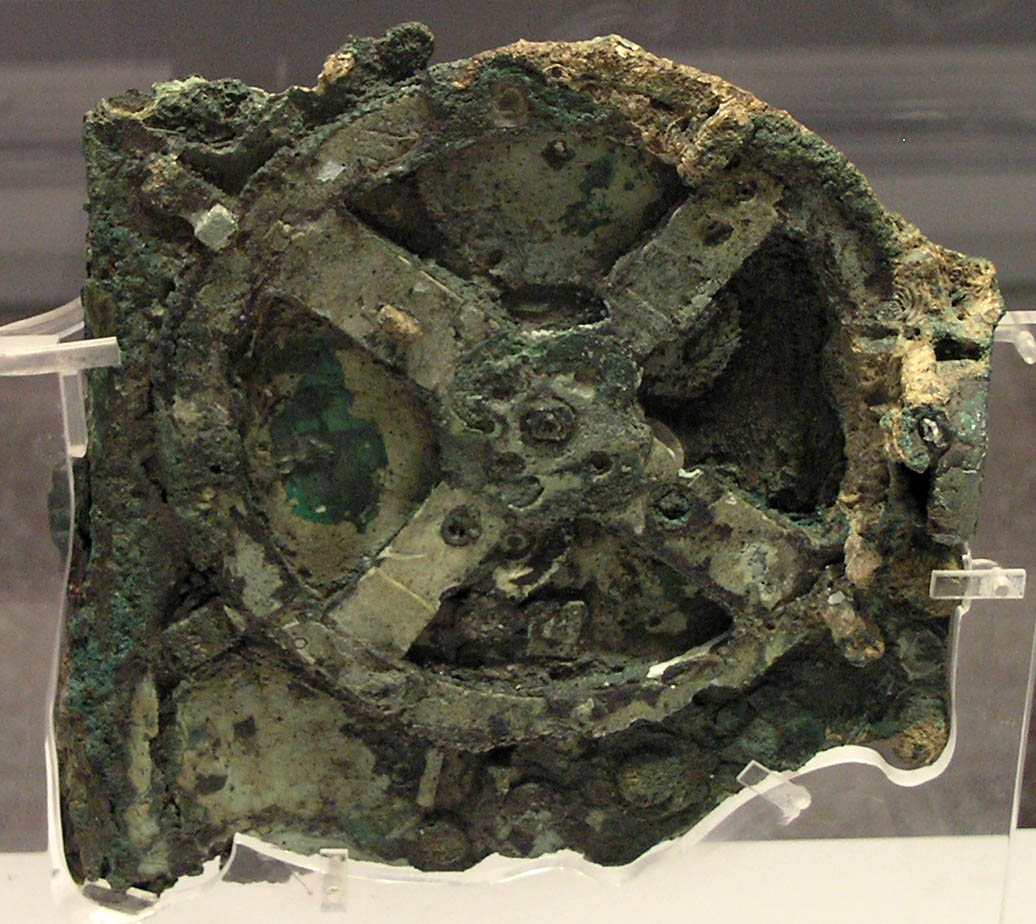
El Mecanismo de Anticitera (fragmento principal)

La transmisión de la rotación entre ruedas dentadas en contacto se remonta al mecanismo de Anticitera de Grecia y al carro de punta de China. Las ilustraciones del científico renacentista Georgius Agricola muestran trenes de engranajes con dientes cilíndricos. La implementación del diente involutivo dio lugar a un diseño de engranaje estándar que proporciona una relación de velocidad constante. Algunas características importantes de los engranajes y trenes de engranajes son:
- La relación de los círculos de paso de los engranajes acoplados define la relación de velocidad y la ventaja mecánica del conjunto de engranajes.
- Un tren de engranajes planetarios proporciona una alta reducción de engranajes en un paquete compacto.
- Es posible diseñar dientes para engranajes que sean no circulares, y aun así transmitir el par con suavidad.
- Las relaciones de velocidad de cadenas y correas se calculan del mismo modo que las otras relaciones de transmisión.

### Mecanismos de leva y seguidor
Un mecanismo de leva y seguidor está formado por el contacto directo de dos eslabones de forma especial. El eslabón motriz se denomina leva (véase también árbol de levas) y el eslabón accionado por el contacto directo de sus superficies se denomina seguidor. La forma de las superficies de contacto de la leva y el seguidor determina el movimiento del mecanismo.

### Conexiones

Schematic of the actuator and four-bar linkage that position an aircraft landing gear.

Un eslabón mecánico es un conjunto de eslabones conectados por juntas. Por lo general, los eslabones son los elementos estructurales y las articulaciones permiten el movimiento. Quizá el ejemplo más útil sea el mecanismo de cuatro barras plano. Sin embargo, hay muchos más eslabones especiales:
- El mecanismo de Watt es un eslabón de cuatro barras que genera una línea recta aproximada. Fue fundamental para el funcionamiento de su diseño para la máquina de vapor. Este acoplamiento también aparece en las suspensiones de los vehículos para evitar el movimiento lateral de la carrocería con respecto a las ruedas.
- El éxito del acoplamiento de Watt condujo al diseño de acoplamientos rectilíneos similares, como el acoplamiento de Hoeken y el Acoplamiento de Chebyshov.
- El enlace de Peaucellier genera una salida en línea recta verdadera a partir de una entrada giratoria.
- El  acoplamiento de Sarrus es un acoplamiento espacial que genera un movimiento rectilíneo a partir de una entrada giratoria. Seleccione este enlace para ver una animación del Sarrus linkage]
- El mecanismo de Klann y el acoplamiento Theo Jansen son inventos recientes que proporcionan interesantes movimientos de marcha. Son, respectivamente, un enganche de seis barras y otro de ocho.

### Mecanismo planar
Un mecanismo planar es un sistema mecánico que está restringido de manera que las trayectorias de los puntos de todos los cuerpos del sistema se encuentran en planos paralelos a un plano de tierra. Los ejes de rotación de las articulaciones que conectan los cuerpos del sistema son perpendiculares a este plano de tierra.

### Mecanismo esférico
Un mecanismo esférico es un sistema mecánico en el que los cuerpos se mueven de forma que las trayectorias de los puntos del sistema se sitúan en esferas concéntricas. Los ejes de rotación de las articulaciones que conectan los cuerpos del sistema pasan por el centro de estas esferas.

### Mecanismo espacial
Un mecanismo espacial' es un sistema mecánico que tiene al menos un cuerpo que se mueve de forma que sus trayectorias puntuales son curvas espaciales generales. Los ejes de rotación de las articulaciones que conectan los cuerpos del sistema forman líneas en el espacio que no se cruzan y tienen normales comunes distintas.

### Mecanismos de flexión
Un mecanismo de flexión consiste en una serie de cuerpos rígidos conectados por elementos conformes (también conocidos como juntas de flexión) que está diseñado para producir un movimiento geométricamente bien definido al aplicar una fuerza.

## Controladores
Los controladores combinan sensores, lógica y actuadores para mantener el rendimiento de los componentes de una máquina. Quizá el más conocido sea el regulador de bola de aire para una máquina de vapor. Los ejemplos de estos dispositivos van desde un termostato que, al aumentar la temperatura, abre una válvula para refrigerar el agua, hasta los reguladores de velocidad, como el sistema de control de velocidad de un automóvil. El controlador lógico programable sustituyó los relés y los mecanismos de control especializados por un ordenador programable. Los servomotores que posicionan con precisión un eje en respuesta a una orden eléctrica son los actuadores que hacen posible los sistemas robóticos.

## Máquinas informáticas

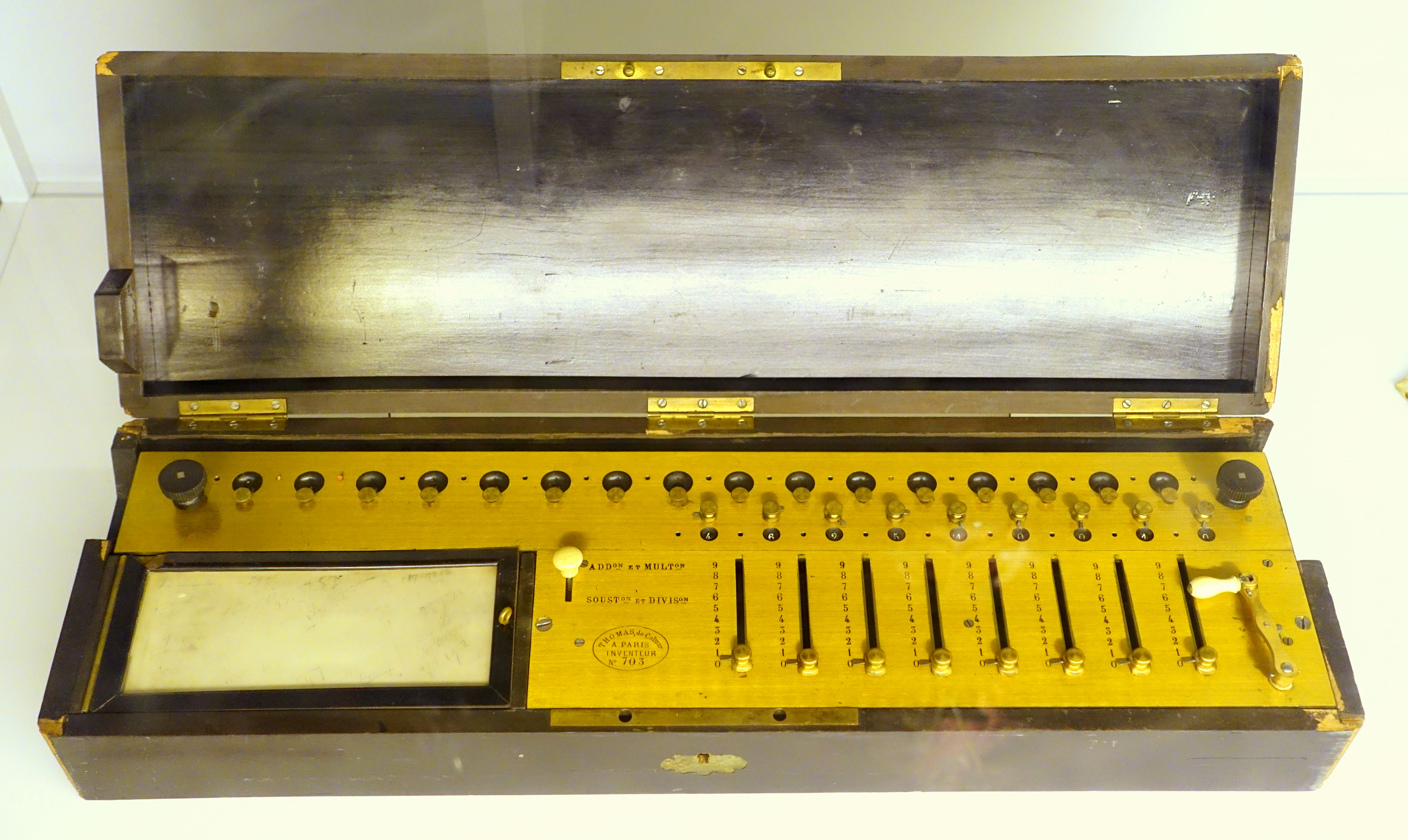
Aritmómetro, diseñado por Charles Xavier Thomas, c. 1820, para las cuatro reglas de la aritmética, fabricado entre 1866 y 1870 d. C. Exposición en el museo Tekniska, Estocolmo, Suecia

Charles Babbage diseñó máquinas para tabular logaritmos y otras funciones en 1837. Su Máquina diferencial puede considerarse una calculadora mecánica avanzada y su Máquina analítica un precursor del ordenador moderno, aunque ninguno de los diseños más grandes se completó en vida de Babbage.
El Aritmómetro y el Comptómetro son ordenadores mecánicos precursores del ordenadores digitales modernos. Los modelos utilizados para estudiar los ordenadores modernos se denominan Máquina de estado y Máquina de Turing.

## Tipos
| Clasificación             | Clasificación                 | Máquina(s) |
| ------------------------- | ----------------------------- | --- |
| Máquinas simples          | Máquinas simples              | Plano inclinado, rueda, eje, palanca, polea, cuña, tornillo. |
| Componentes mecánicos     | Componentes mecánicos         | Eje, rodamientos, correas, cubos, sujeciones, engranajes, llaves, cadenas de enlace, piñones y coronas, cadenas de rodillos, cuerdas, precintos, resortes, ruedas. |
| Relojes                   | Relojes                       | Reloj atómico, reloj mecánico, reloj de péndulo, reloj de cuarzo.                                                                                                  |
| Compresores y bombas      | Compresores y bombas          | Tornillo de Arquímedes, bomba centrífuga, bomba de ariete, bomba de vacío.                                                                                         |
| Motores térmicos          | Motores de combustión externa | Motor de vapor, motor Stirling. |
| Motores térmicos          | Motores de combustión interna | Motores de explosión, turbinas de gas. |
| Bombas de calor           | Bombas de calor               | Refrigerador de absorción, nevera termoeléctrica, refrigeración regenerativa.                                                                                      |
| Conexiones                | Conexiones                    | Pantógrafo, biela y manivela, junta cardánica, junta homocinética, mecanismo de Peaucellier-Lipkin.                                                                |
| Turbinas                  | Turbinas                      | Turbina de gas, motor de reacción, turbina de vapor, turbinas de agua, aerogenerador, molino de viento.                                                            |
| Superficie sustentadora   | Superficie sustentadora       | Vela, ala, timón, hélice. |
| Dispositivos electrónicos | Dispositivos electrónicos     | Tubo de vacío, transistor, diodo, resistencia, condensador, inductor, semiconductor, computadora.                                                                  |
| Servomecanismos           | Servomecanismos               | Actuador, servomecanismo, motor paso a paso, computadora. |
| Otros                     | Otros                         | Máquina expendedora, túnel de viento, clasificador por peso, máquina remachadora.                                                                                  |

## Impacto

### Revolución Industrial
La Revolución Industrial fue un periodo comprendido desde 1750 hasta 1850, en el que los cambios en la agricultura, la industria manufacturera, la minería, el transporte y la tecnología tuvieron un profundo efecto en las condiciones sociales, económicas y culturales de la época. Comenzó en el Reino Unido, y posteriormente se extendió por toda Europa Occidental, América del Norte, Japón, y, finalmente, el resto del mundo.
A partir de finales del siglo XVIII, se inició en Gran Bretaña una transición desde la economía basada en la mano de obra dependiente de la tracción animal hacia la fabricación basada en las máquinas. Todo comenzó con la mecanización de la industria textil, el desarrollo de la siderurgia y el aumento del uso del carbón refinado.

### Mecanización y automatización

Engranajes envolventes

La mecanización implica equipar a los operarios humanos con maquinaria que les ayuda con las exigencias musculares del trabajo o incluso remplaza el propio trabajo muscular. En algunos campos, la mecanización incluye el uso de herramientas de mano. En el uso moderno, como en la ingeniería o la economía, la mecanización implica una maquinaria más compleja que las herramientas de mano y no incluiría elementos simples como la tracción animal. Los dispositivos que provocan cambios de velocidad lineales, alternativos o de rotación, utilizando medios tales como engranajes, poleas y correas, ejes, levas y manivelas, suelen ser considerados máquinas. Después de la electrificación, la mecanización se ha convertido en un sinónimo de la aplicación de máquinas motorizadas.

La automatización es el uso de sistemas de control y tecnologías de la información para reducir la necesidad del trabajo humano en la producción de bienes y servicios. En el ámbito de la industrialización, la automatización es un paso más allá de la mecanización. Mientras que la mecanización proporciona a los operarios humanos maquinaria para ayudarles con los requisitos musculares de trabajo, la automatización reduce considerablemente la necesidad de requisitos sensoriales y mentales humanos, y juega un papel cada vez más importante en la economía mundial y en la experiencia diaria.